# کی-پاپ
کی-پاپ یا پاپ کره‌ای (به انگلیسی: K-pop؛ کوتاه‌شدهٔ Korean popular music، به کره‌ای: 케이팝) و خاستگاه آن کرهٔ جنوبی است. این ژانر تحت تأثیر سبک‌ها ژانرهای مختلفی از سراسر جهان بوده‌است؛ اکسپریمنتال، راک، جاز، گاسپل، ، آراندبی، ، رقص الکترونیک، فولک، کانتری و کلاسیک، علاوه‌بر ریشه‌های موسیقی سنتی کره‌ای آن اشاره کرد. فرم مدرن‌تر این ژانر، به‌دنبال تشکیل یکی از نخستین گروه‌های کی-پاپ، سو ته‌جی اند بویز در سال ۱۹۹۲ ظهور یافت. به‌کارگیری سبک‌ها و ژانرهای موسیقی متفاوت توسط این گروه به حمایت گی های کره کمک کرد.
فرهنگ مدرن «آیدل» کی-پاپ، با تشکیل گروه پسرانهٔ اچ.او.تی. در سال ۱۹۹۶ آغاز شد  پس از یک دوره رکود در سال‌های اولیهٔ کی-پاپ، تی‌وی‌اکس‌کیو و بوآ از سال ۲۰۰۳، نسل جدیدی از آیدل‌های کی-پاپ را آغاز نمودند که این ژانر موسیقی را وارد بازار موسیقی ژاپن کرد و آغازگر محبوبیت بین‌المللی فعلی کی-پاپ بود. با پیشرفت سرویس‌های شبکه‌سازی اجتماعی آن‌لاین و برنامه‌های تلویزیونی کره‌ای، گسترش امروزی کی-پاپ و سرگرمی کره‌ای که با نام موج کره‌ای شناخته می‌شود، نه تنها در شرق آسیا و جنوب شرق آسیا، بلکه در پاکستان، بنگلادش، هند، آمریکای لاتین، شمال آفریقا، جنوب آفریقا و شرق آفریقا، خاورمیانه و سراسر جهان  دیده می‌شود و مخاطبانی از سرتاسر جهان به‌دست می‌آورد.
اصطلاح «کی-پاپ» از دههٔ ۲۰۰۰ محبوب شد. پیش از آن، موسیقی پاپ کرهٔ جنوبی گایو (Gayo، 가요) نامیده می‌شد. هرچند «کی-پاپ» اصطلاحی عمومی برای موسیقی عامه‌پسند در کرهٔ جنوبیست، کی-پاپ در سال ۲۰۱۸ رشد قابل‌توجهی داشت و با افزایش ۱۷٫۹٪ در درآمد خود، به یک تجارت قدرتمند تبدیل شد. بر اساس «گزارش موسیقی جهان در سال ۲۰۱۹» از فدراسیون بین‌المللی صنعت فونوگرافی، کی-پاپ در جایگاه ششم ده بازار موسیقی برتر جهان قرار گرفت و از بی‌تی‌اس به‌عنوان پیشتاز رشد کیپاپ نام برده شد. کی-پاپ در سال ۲۰۲۰، سالی رکوردشکن را تجربه کرد و با رشد ۴۴٫۸ درصدی، سریع‌ترین رشد سال را در میان بازارهای بزرگ جهان داشت.

## نسل های کیپاپ

### نسل اول کیپاپ:
نسل اول کیپاپ اولین بار در سال 1993 میلادی مطرح شد زمانی که گروه Deux با دو عضو پسر خود با نام‌های Sungjae و Hyundo و زیر نظر Manine Media به فعالیت پرداختند. این گروه به شدت تحت تاثیر موسیقی رپ آمریکا که در آن زمان در کره‌جنوبی در حال به شهرت رسیدن بود، بودند. بجز این گروه، گروه‌های کیپاپ و سولوآرتیست‌های دختر و پسری همچون‌H.O.T. Sechs Kies ، Shinhwa، g.o.d. و BoA اشاره کرد.
از ویژگی های بارز اکثر گروه‌های دختر کیپاپ، ویژوال فوق العاده به همراه صدای زیبا و مهارت خوانندگی است.

### نسل دوم کیپاپ:
نسل دوم کی‌پاپ در بازه زمانی 2005 تا 2011 میلادی به فعالیت پرداختند. از گروه‌های شناخته شده این نسل باید به گروه هایی همچون SS501,Super Junior, BigBang، TVXQ, girls generation, Shinee, Kara و2NE1 اشاره کرد.
در نسل دوم کیپاپ بود کیپاپ در سطح جهان شروع به شناخته شدن کرد. بسیاری از طرفداران کیپاپ این نسل را یکی از برترین نسل‌های کیپاپ میدانند.
همچنین در این نسل بود که تور های خارج از کره( تورهای جهانی) کیپاپ شروع به آغاز کردند. در نسل دوم کیپاپ بود که ارتباط صمیمی‌تری بین آیدلها و فندوم، طرفداران گروه‌های کیپاپ، به‌وجود اومد. از نسل دوم به بعد ، آیدل های کیپاپ شروع به شرکت در برنامه های تلویزیونی ، ریلتی شو و ایفای نقش های بازیگری در کیدراما کردند.

### نسل سوم کیپاپ:
نسل سوم کیپاپ فعالیت هنری خود را از اوایل سال ۲۰۱۲ تا اواخر سال ۲۰۱۸ میلادی آغاز کردند. گروه‌ها و سولوارتیست‌های نسل سوم کیپاپ نسبت به نسل‌های پیش از خود، توانستند طرفداران بیشتری را جذب کنند و به عنوان معروف‌ترین گروه های کی‌پاپ در جهان شناخته می‌شوند. از گروه‌های بزرگ نسل سوم کیپاپ می‌توان از گروه BTS، گروه EXO، گروه BlackPink، گروه Twice، گروه Red Velvet، گروه MAMAMOO، گروه MonstaX، گروه GOT7 و گروه NCT نام برد.
همکاری با آرتیست های برتر جهانی و شرکت در شوهای جهانی باعث شهرت بین المللی این نسل شد. بدون تعجب نیست که بزرگترین فندوم جهان، یعنی فندوم آرمی، مربوط به این نسل می‌باشد. در این نسل میتوان به بلوغ موسیقیایی کیپاپ اشاره کرد.

### نسل چهارم کیپاپ:
نسل چهارم کیپاپ از اواخر سال ۲۰۱۷میلادی با گروهایی مانند دبویز theboys ،لونا..فعالیت هنری خود را آغاز کرده‌اند. از معروفترین گروه های نسل چهارم میتوانیم به نام هایی همچون،  treasure  ,straykidsگروه G-IDLE، گروه TXT، گروه Itzy، گروه Enhypen،گروه Babymonster، گروه Ateez، گروه Aespa ، LESSERAFIM ،newjeans ،Ive اشاره کنیم

### کی‌پاپ در ایران (۱۴۰۳–۱۴۰۴)
در سال‌های اخیر پاپ کره‌ای از محافل مجازی فراتر رفته و با شکل‌گیری فندوم‌های پرشمار در شبکه‌های اجتماعی فارسی‌زبان، به یکی از شاخص‌های فرهنگ جوانان ایران بدل شده‌است. در آذر ۱۴۰۳ نخستین مستند فارسی با نام «کی‌پاپ» به کارگردانی علی کوثری منتشر شد؛ او در گفت‌وگو با روزنامه «جوان» گفت که برای تولید این فیلم «بیش از ۲۰۰ ساعت» با پژوهشگران و هواداران مصاحبه انجام داده‌است. این مستند به‌صورت آنلاین در پلتفرم «هاشور» اکران شد و در دو هفتهٔ نخست بیش از ۲۵ هزار بار خریداری گردید. حضور «داوود کیم» – خوانندهٔ مسلمان‌شدهٔ کی‌پاپ – در برنامهٔ تلویزیونی «محفل» شبکهٔ سه در اسفند ۱۴۰۲ نیز بازتاب گسترده‌ای در رسانه‌های داخلی داشت و نمودی از توجه رسمی به این موج فرهنگی بود. کارشناسان رسانه بر این باورند که ترکیب موسیقی، رقص و روایت‌های انگیزشی کی‌پاپ برای نوجوانان ایرانی «زبان مشترکی» آفریده، هرچند هم‌زمان نگرانی‌هایی دربارهٔ فشارهای زیبایی‌شناختی و الگوبرداری افراطی از صنعت سرگرمی کره جنوبی مطرح شده‌است.